# 休斯冰川
休斯冰川（英語：Hughes Glacier），是南極洲的冰川，位於維多利亞地，流經庫克里山，最終注入邦尼湖，由英國的探險隊命名，現時由南極條約體系管理。